# Anvil (motor de videojocs)
Anvil (anomenat provisionalment Scimitar abans del 2006) és un motor de videojoc creat el 2007 per l'empresa de videojocs Ubisoft per a l'ús en Microsoft Windows, PlayStation 3 i Xbox 360.

## Llista de videojocs usant Anvil
- Assassin's Creed (2007)
- Prince of Persia (2008)
- Shaun White Snowboarding (2008)
- Assassin's Creed II (2009)
- Prince of Persia: The Forgotten Sands (2010)
- Assassin's Creed: Brotherhood (2010)

## Tecnologia
Claude Langlais (director tècnic d'Ubisoft Mont-real) diu que el modelatge es realitza en 3ds Max per a l'entorn i ZBrush per als personatges. El motor utilitza middleware Autodesk HumanIK per col·locar correctament les mans del personatge i els peus les animacions d'escalar i empènyer en temps real. Anvil s'ha millorat per Assassin's Creed II.